# 张湾乡 (三门峡市)
张湾乡，是中华人民共和国河南省三門峽市陕州区下辖的一个乡镇级行政单位。

## 行政区划
张湾乡下辖以下地区：
尤家湾村、张赵村、柳林村、指望村、新庄村、芦村、三元村、新桥村、土桥村、雷家湾村、关沟村、桥头村、七里堡村、西罐村、蔡白村、红旗村、大坪村、上陈东村和下陈东村。